# Золотухін Віталій Іванович
Золотухін Віталій Іванович (нар. 23 жовтня 1929, Севастополь, Крим — пом. 27 квітня 1986, Миколаїв, Україна) — український графік і живописець. Член Спілки художників України (1986).

## Життєпис
Народився 23 жовтня 1929 року в сім'ї робочої Миколаївського суднобудівного заводу імені А. Марті і військового моряка. Мати, чия вагітність не була помітною, була зачислена до здавальної команди корабля в Севастополь, де і народила першого сина. Як передова працівниця заводу брала участь в першому всесоюзному з'їзді жінок у Москві. Пізніше переслідувана, разом з сином у 1936 році вимушена була переїхати до Дніпра, де народила другого сина, Анатолія Івановича Золотухіна. Тут же Віталій пішов в школу. 
У 1941 році сім'я повернулася в Миколаїв. Батько пішов на фронт, а мати, вагітна третьою дитиною з двома синами залишилася в окупованому місті і була вимушена переховуватися від нацистів в районі Водопоя.  
Батько після війни додому не повернувся, оскільки завів нову сім'ю в Севастополі. 
З 1946 року Віталій влаштувався на підробітку в Миколаївський художній комбінат художнього фонду УРСР, куди був зачислений учнем з 5 вересня 1946 року. До 1950 року навчався у художній студії у викладачів О. В. Старощука та П. І. Ковальова. 
У 1951–1954 роках служив в Кишиневі в лавах збройних сил СРСР артилеристом. 
Починаючи з 1955 року брав участь у міських, обласних, республіканських, всесоюзних виставках та персональних — у Миколаєві (1966, 1973, посмертна – 1988). Всього ним було створено і виставлено понад 200 картин. У 1960-х роках він закладав основи монументально-декоративного мистецтва в Миколаєві. За його участі оформлялися інтер'єри та екстер'єри будівель, вулиць і парків. 
Член Спілки художників України з 1986 року.
Помер 27 квітня 1986 року у Миколаєві.

## Творчий доробок
Живописні полотна виконував в реалістичному стилі, а в графіці, випробувавши різні техніки, зупинився на гравюрі на картоні. Велика частина творчості пов'язана з Миколаєвом, цілі цикли присвячені Мигійським порогам, морю і степам Миколаївської області.
Створював переважно портрети, пейзажі і натюрморти. Брав участь у створенні діорам. Кращі роботи передані дружиною художника у Миколаївський обласний художній музей ім. В. В. Верещагіна, 18 картин з його спадщини дружина передала в дар Миколаївському обласному краєзнавчому музею та 5 картин в музей бойової слави моряків-десантників загону К. Ф. Ольшанського, що розташований на території Миколаївського морського порту.

### Вибрані роботи

#### Живопис
-  «Біля причалу» (1955);
- «Натюрморт. Овочі» (1956);
- «Перший сніг» (1957);
- «Обсерваторія» (1958);
- «Сутінки» (1961);
- «Мелодія» (1963);
- «Бузок» (1967);
- «Висота» (1967–1968);
- «Весна», «Сонечко», «Ніколо Паганіні» (усі — 1968);
- «Пробудження» (1969);
- «Осінні мережива» (1970);
- «Фінал» (1972);
- «Земля хліборобська» (1980);
- «Ні п'яді назад!» (1986).

#### Графіка
- «Яхти» (1962);
- «Бакенщик» (1962–1963);
- «За вогником» (1963);
- «Туман» (1979);
- серії «Незабутні роки» (1973);
- «Десант ольшанців» (1974);
- «Рік 1945» (1975).

#### Діорами
- «Взяття Казанки» (у співавторстві, 1975);
- «На підступах до Миколаєва» (у співавторстві, 1980).